# Montlivaltiidae
Famille
Les Montlivaltiidae constituent une famille éteinte de scléractiniaires (coraux durs dits « coraux bâtisseurs de récifs »). Pour raison de priorité, elle a été mise en synonymie avec les Thecosmiliidae.
La famille des Montlivaltiidae est connue du Trias au Pliocène.

## Liste des genres et espèces
Selon World Register of Marine Species (29 décembre 2015), cette famille ne contient qu'un seul genre éteint :
- Montlivaltia Lamouroux, 1821 †
  - Trochocyathus (Trochocyathus) rawsonii Pourtalès, 1874

Selon Paleobiology Database (29 décembre 2015), la famille des Montlivaltiidae comprend les genres suivants :
- genre Brevimaeandra
- genre Ceratothecia
- genre Clausastrea
- genre Coenotheca
- genre Complexastraeopsis
- genre Complexastraeopsis
- genre Complexastrea
- genre Confusastrea
- genre Cyathophyllia
- genre Cyathophylliopsis
- genre Dimorphocoenia
- genre Elasmophyllia
- genre Ellipsosmilia
- genre Goldfussastraea
- genre Goldfussastrea
- genre Isastrea
- genre Mapucheastrea
- genre Margarastreopsis
- sous-famille Montlivaltiinae
- genre Nerthastraea
- genre Neuquinosmilia
- genre Paraclausastraea
- genre Paraphyllogyra
- genre Peplosmilia
- genre Placosmilia
- sous-famille Placosmiliinae
- genre Puschastraea
- genre Rhabdophyllia
- genre Thecomeandra
- genre Thecosmilia
- genre Trochophyllia
- genre Trochosmilia